# Prairie naturelle
Les prairies naturelles, également appelées prairies indigènes, sont des écosystèmes terrestres dominés par des graminées, des plantes herbacées et une diversité de fleurs sauvages, sans intervention humaine significative. Elles se distinguent par une biodiversité riche et des sols fertiles, jouant un rôle essentiel dans le maintien de l'équilibre écologique et la fourniture de services écosystémiques.

## Caractéristiques des prairies naturelles
Les prairies naturelles se caractérisent par une végétation composée principalement de graminées vivaces, accompagnées de nombreuses espèces de plantes à fleurs. Elles ne s'amalgame pas aux prairies permanentes, créées par l'homme.
Les prairies naturelles persistent au fil du temps en raison d’un équilibre complexe entre des facteurs écologiques, climatiques et géomorphologiques qui empêchent leur évolution vers d’autres formations végétales, comme la forêt. Dans de nombreuses régions, ces prairies sont maintenues par des conditions abiotiques défavorables à l’installation d’arbres, notamment des sols peu profonds, pauvres en nutriments ou sujets à des inondations périodiques. Le climat joue également un rôle déterminant : dans les zones arides ou semi-arides, la sécheresse limite la croissance des espèces ligneuses et favorise une végétation herbacée résistante.
De plus, le feu ou les herbivores peuvent exercer une pression constante qui empêche la recolonisation forestière en éliminant les jeunes pousses d’arbres et en stimulant la régénération des graminées. Ainsi, la persistance des prairies naturelles repose sur une dynamique complexe, où des forces naturelles et parfois anthropiques interagissent pour maintenir ces écosystèmes ouverts et riches en biodiversité.

## Répartition géographique
Les prairies naturelles couvrent de vastes étendues à travers le monde, principalement dans les zones tempérées. En Amérique du Nord, elles s'étendent des provinces canadiennes de l'Alberta, de la Saskatchewan et du Manitoba, à travers les Grandes Plaines des États-Unis.
En France, les prairies naturelles se trouvent principalement dans les zones de montagne, telles que les Alpes et le Massif central, où elles sont souvent associées à des pratiques pastorales traditionnelles. Ces prairies d'altitude abritent une flore diversifiée et jouent un rôle important dans le maintien de la biodiversité locale.

## Biodiversité et services écosystémiques
Ces écosystèmes fournissent également des services écosystémiques essentiels, tels que la séquestration du carbone, la régulation du cycle de l'eau, la prévention de l'érosion des sols et le soutien à la pollinisation des cultures agricoles. Les racines profondes des graminées améliorent la structure du sol et augmentent sa capacité à retenir l'eau, contribuant ainsi à la résilience face aux sécheresses.

## Menaces et conservation
Malgré leur importance écologique, les prairies naturelles ont subi une réduction drastique de leur superficie en raison des activités humaines, notamment la conversion en terres agricoles, le développement urbain et l'introduction d'espèces exotiques envahissantes.
La conservation des prairies naturelles implique la protection des fragments restants, la restauration des zones dégradées et la promotion de pratiques de gestion durable, telles que le pâturage contrôlé  pour maintenir la structure et la composition de la végétation.